# 衛生仮説
衛生仮説（えいせいかせつ、英: hygiene hypothesis）は、幼少期における特定の微生物（例えば腸内細菌叢や蠕虫など）への曝露が免疫系の発達につながり、結果としてアレルギー性疾患から身を守るという仮説である。特に、微生物への曝露が不足すると免疫寛容が成立しなくなると考えられている。衛生仮説において重要な、微生物への曝露はin utero（子宮内）から就学年齢期の間に生じる。
初期の衛生仮説は微生物全般への曝露について言及していたが、最新の仮説ではヒトと共進化を遂げた特定の微生物集団を想定するようになった。最新の仮説は様々な呼称を持ち、「旧友仮説」（old-friends hypothesis）などの様に呼ばれることもある。特定の微生物への曝露を欠くことがアレルギーなどの病的状況に繋がることは多数のエビデンス（根拠）によって支持されているが、反論も依然存在している。
「衛生仮説」という用語は命名が不適切であるともされてきた。これは衛生仮説が個人の手洗いのような衛生行動について言及しているものとして誤って解釈されるためである。食事の前に手洗いを行わないといった非衛生的な行動はアレルギーや免疫疾患に良い影響を与えず、単に感染の危険性を増やすだけと考えられている。衛生仮説は幼少期に、より多くの感染を経験することが、全体として利益をもたらすことを示唆するものではない。

## 概念
寄生虫と免疫疾患を結びつける発想は1968年に初めて提唱された。衛生仮説の原案は1989年にDavid P. Strachanによって提案された。David P. Strachanはこの仮説で、喘息や花粉症と言ったアレルギー性疾患の20世紀に入ってからの増加が、幼少期における感染症の減少によって説明し得ると主張した。
衛生仮説はアレルギー以外の疾患とも関連づけられるようになり、免疫系の影響を受ける様々な疾患、特に炎症性疾患などの文脈においても研究されている。衛生仮説と関連付けられてきたアレルギー以外の疾患の例としては、1型糖尿病、多発性硬化症、一部のうつ病やがんが含まれる。例えば多発性硬化症の世界的な分布は蠕虫の仲間である鞭虫 (Trichuris trichiura) と負の相関があり、またその発生率はヘリコバクター・ピロリ感染と負の相関にある。一方、Strachanの当初の仮説は様々なアレルギー性の疾患が異なる時期に増加したのかを説明できない。例えば、食物アレルギーは20世紀の終わり頃まで一般的ではなかったが、それに比べると呼吸器のアレルギー性疾患ははるかに早い時期に増加し始めた。

## 歴史
アレルギーや慢性炎症性疾患の増加はこの100年程度の間に見られるものであり、過去200年に進んだ衛生環境の向上がその原因として俎上に上げられた。1800年代、ヨーロッパと北米では下水整備、路面清掃、食品衛生の向上などの、公衆衛生の急激な改善が進む。その結果、病原体への暴露の現象を通じ、特に1900年から1950年頃までの間に感染症の発生は急激に減少している。
特定の病原体への暴露がアレルギーのリスク低減に寄与するかもしれないという着想は新しいものではないが、公式にこの仮説を提示したのは1989年にBritish Medical Journalに掲載されたStrachanによる報告が初めてである。Strachanはこの報告で、いずれもアレルギー性疾患である花粉症や湿疹の発生率が家族の人数と負の相関を示すことを明らかにし、これに対して、子供時代に兄弟を通じてより多くの感染機会を持つことでアレルギー性疾患から守られるという説明を提案している。元々アレルギー性疾患の増加は環境汚染の増加の影響であると考えられていたが、Strachanの仮説は免疫学者や疫学者にとって慢性炎症性疾患の研究における重要な理論体系となる。

## 生物学的な理論体系
衛生仮説の免疫学的な理論的裏付けとして当初提案されたのがTh1/Th2パラダイムである。この理論においては、T細胞が分化したTh1細胞とTh2細胞の釣り合いが破綻することによりアレルギー疾患が発生すると考える。すなわち、いわゆるキラーT細胞が関与する、細胞性免疫を担うTh1細胞の活性化が不十分だと、抗体を産生する液性免疫を担うTh2細胞の活性が過剰になり、両者の釣り合いが破綻してアレルギー疾患が発生するというものである。
そもそも、アレルギーは無害な抗原に対して過剰にTh2細胞性の免疫反応が誘起されることによって生じるものであり、この免疫応答においてTh2細胞はIL-4、IL-5、IL-6、IL-13を産生し、免疫グロブリンE (IgE) の産生を亢進する。一方、Th1細胞は細胞性免疫を誘導する炎症性サイトカインであるIL-2、IFNγ、TNFαの産生を特徴とする。Th1細胞の活性化と関連する因子としては年上の同胞の存在、大家族、早期からの保育、感染症（結核、麻疹、肝炎）、農村における生活、動物との触れあいがある。一方でTh2細胞の活性化と関連する因子としては抗生物質の多用、欧米的な生活習慣、都市環境、食事、ダニやゴキブリへの感受性があげられる。Th1細胞とTh2細胞は相互に作用を抑制するため、一方の活性化はもう一方の抑制につながる。
しかし、Th1細胞の過剰な活性化によって発生する自己免疫性疾患（例えば多発性硬化症など）も衛生的な国で多いことが判明し、Th1細胞とTh2細胞の破綻では衛生仮説を説明することは困難になった。
そこで新たに提唱されたのが、発達段階にある免疫系が適切に制御性T細胞を発達させるためには病原体、共生細菌、寄生虫などから刺激を受ける必要があるという説である。前述のような刺激を欠いた場合、免疫系はTh1・Th2系の反応に対する抑制が不十分になり、結果として自己免疫性疾患やアレルギーを発症しやすくなる。例えば蠕虫の感染はTh2細胞の活性化を招くため、Th1細胞の過剰な活性化によって生じる自己免疫性疾患の抑制につながるのはTh1/Th2パラダイムからも説明できる。しかし実際には蠕虫の感染は、Th1系の疾患のみならず、比較的最近明らかになったTh17系の疾患や、Th2系の疾患にも抑制的に働く。蠕虫の感染はしばしば制御性T細胞の活性化につながることから、蠕虫の感染が制御性T細胞の作用を通じて免疫を制御し、過剰な免疫反応に起因する疾患から宿主を守る可能性が考えられている。

## 科学的検証
微生物への曝露の不足とアレルギーをはじめとした疾患を関係付ける説を支持する科学的根拠は数多いが、否定的な見解も根強く存在している。衛生の状態を定義したり、直接測定することは困難であり、社会経済状況、収入、食事などが代替的な指標として用いられる。
様々なアレルギーや自己免疫性疾患などの疾患の発生が、先進国に比べて発展途上国で少なく、発展途上国から先進国への移民が時間と共に免疫の病気を生じやすくなることを、数多くの研究がこれまでに示してきた。この代表例として喘息やその他の慢性炎症性疾患がある。このアレルギーの増加は主に食事や微生物叢の多様性の減少によるが、その理論的な要因については明らかでない。
生後1年以内での抗生物質の使用は喘息などの慢性疾患に関連し、他にも帝王切開による出生も喘息のリスク因子となりうる。一方、少なくとも一つの研究が手洗いのような個人の衛生的行動は喘息の発生とは関係しないと主張している。

### 衛生仮説の限界
衛生仮説は全ての集団において当てはまる訳ではない。例えば炎症性腸疾患の場合、社会の豊かさの向上や豊かな国への移住による、個人の豊かさの向上は炎症性腸疾患の発生と関係性を持つが、ある程度豊かな状態になると関係性が一定になる。
また、衛生仮説ではアレルギー性疾患が貧しい地域でも発生する理由を説明することが難しい。加えて、ある種の微生物への暴露は将来的な疾患への感受性を高める。例えば、ライノウイルス（一般的な風邪の主要な病原体）への感染は喘息のリスクを増大させる。

## 公衆衛生
「衛生仮説」という用語の誤解は、ワクチン忌避に代表される、重要な公衆衛生事業への不当な反対運動を招いた。初期の衛生仮説が流布した結果、家庭内の衛生が軽視されるようになったことが指摘されている。また、メディアによる衛生仮説や他の健康情報の紹介は、適切な科学コミュニケーションを妨げてきた。

### 清潔さと衛生仮説
衛生的な生活様式を止めることが慢性炎症疾患やアレルギー性疾患の発生率に与える影響についての根拠はなく、逆に不衛生が感染症のリスクを増大させることは多くの科学的根拠によって支持されている。
家庭内における衛生や個人の衛生的行動が、衛生仮説において重要な微生物への曝露を減少させるとしても、その影響は軽微と考えられる。家を無菌に保つことは現実的に不可能であり、掃除をしても微生物は埃や室外からの空気、居住者や飼育動物の体表からの脱落、食べ物などを通じて速やかに戻ってくる。要するに、家の微生物の中身は都市化で変貌を遂げたが、それは決して個人の衛生状態によるものではなく、都市の住居が都市環境の一部であるために生じたのであろう。他にも衣食住の変化も腸内、皮膚、呼吸器の微生物叢に影響する。

## 関連文献
- Finlay, B. Brett; Arrieta, Marie-Claire (2016). Let Them Eat Dirt. Algonquin Books. ISBN 978-1616207380
- Hadley, Caroline (December 2004). “Should auld acquaintance be forgot…”. EMBO Reports 5 (12):  1122–1124. doi:10.1038/sj.embor.7400308. PMC 1299202. PMID 15577925.
- Rook, G A W; Brunet, LR (1 March 2005). “Microbes, immunoregulation, and the gut”. Gut 54 (3):  317–320. doi:10.1136/gut.2004.053785. PMC 1774411. PMID 15710972.
- Rook, G. A. W.; Adams, V.; Palmer, R.; Brunet, L. Rosa; Hunt, J.; Martinelli, R. (1 February 2004). “Mycobacteria and other environmental organisms as immunomodulators for immunoregulatory disorders”. Springer Seminars in Immunopathology 25 (3–4):  237–255. doi:10.1007/s00281-003-0148-9. PMID 15007629.